# 김수연 (1983년)
김수련(한국 한자: 金水連, 1983년 4월 17일 ~ )은 대한민국의 축구 선수이다. 포지션은 수비수이다.
성포초등학교, 원곡중학교, 안양공업고등학교, 동국대학교를 졸업하고 포항 스틸러스에 입단했다.
2008년 12월, 광주 상무 불사조에 입대하였다.